# مارتن نايديش
مارتن نايديش (بالإسبانية: Martín Naidich)‏ (مواليد 17 ديسمبر 1990) هو سبّاح أرجنتيني، مثّل بلاده في الألعاب الأولمبية الصيفية 2016.

## روابط خارجية
مارتن نايديش على موقع الاتحاد الدولي للسباحة (الإنجليزية)
- مارتن نايديش على موقع أوليمبيديا (الإنجليزية)
- مارتن نايديش على موقع اللجنة الأولمبية الأرجنتينية (الإسبانية)